# Razor (montagne)
Pour les articles homonymes, voir Razor.
Le Razor est une montagne qui s'élève à 2 601 m d'altitude dans les Alpes juliennes en Slovénie.